# 南小谷站

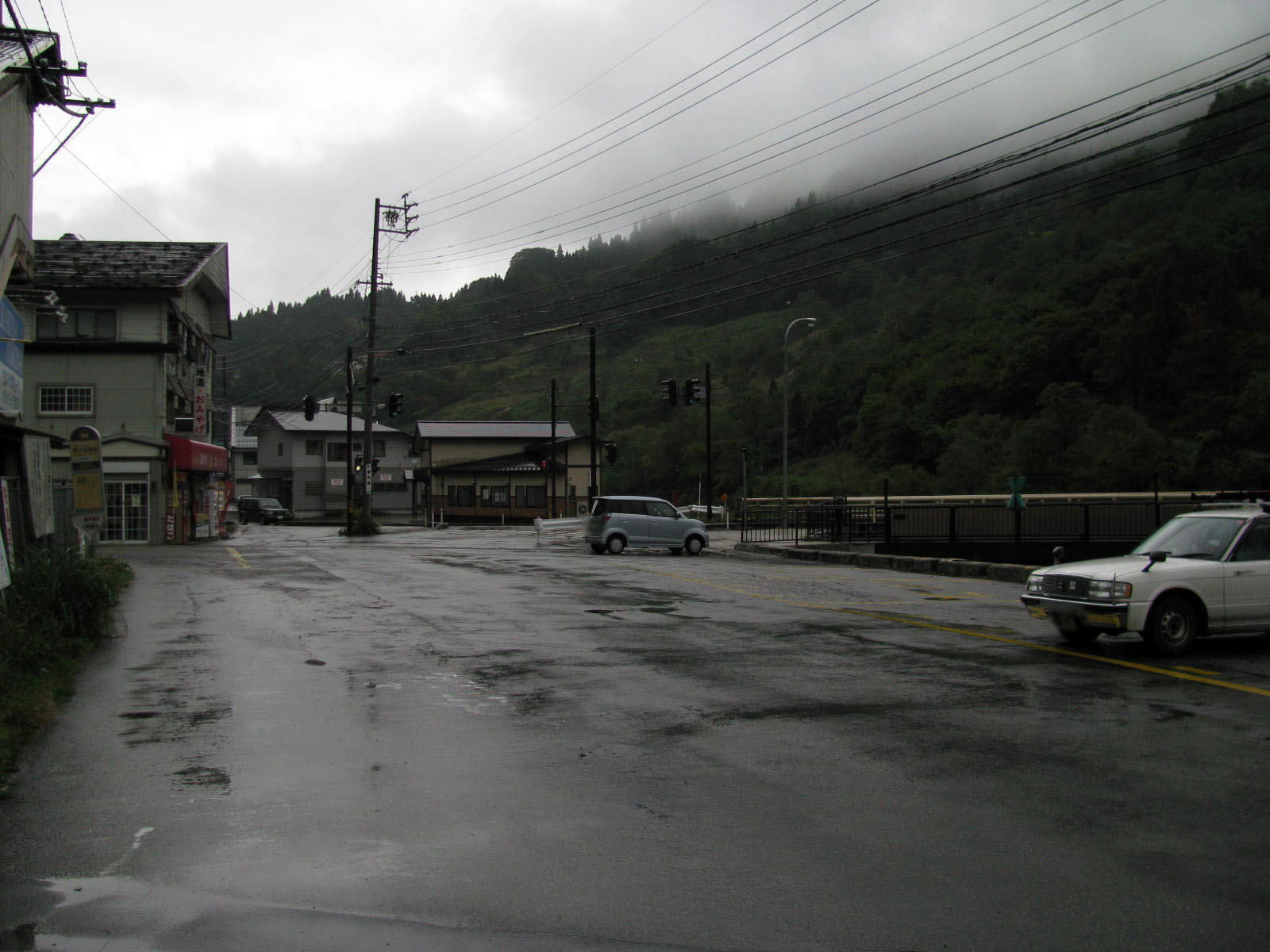
車站前

南小谷站（日语：／ Minami-otari eki */?）是位於日本長野縣北安曇郡小谷村大字千國乙的東日本旅客鐵道（JR東日本）、西日本旅客鐵道（JR西日本）大糸線鐵路車站。

## 概要
此線是大糸線JR東日本區間（本站以南往松本方向、直流1500V電氣化區間）與JR西日本區間（本站以北往糸魚川方向、非電氣化區間）的交界車站。本站600m向北的地點有寫有「社界」的公司分界標與號誌機，站房由JR東日本管理。

## 車站構造
側式月台、島式月台各1個、計2面3線的地面車站。1號月台中央部為改札口；月台之間以跨線橋連結。站內設有綠色窗口（營業時間:5:30 - 21:00）。
由於1號月台曾是特急列車「梓」（あずさ）的停靠站台，因此其有效長度比島式月台長，達10輛（一般「梓」為9輛編成），至於島式月台，現時有效長度為超過6輛，而向千國站的約1輛長度則設有平交道及斜道，但現時只供職員使用。

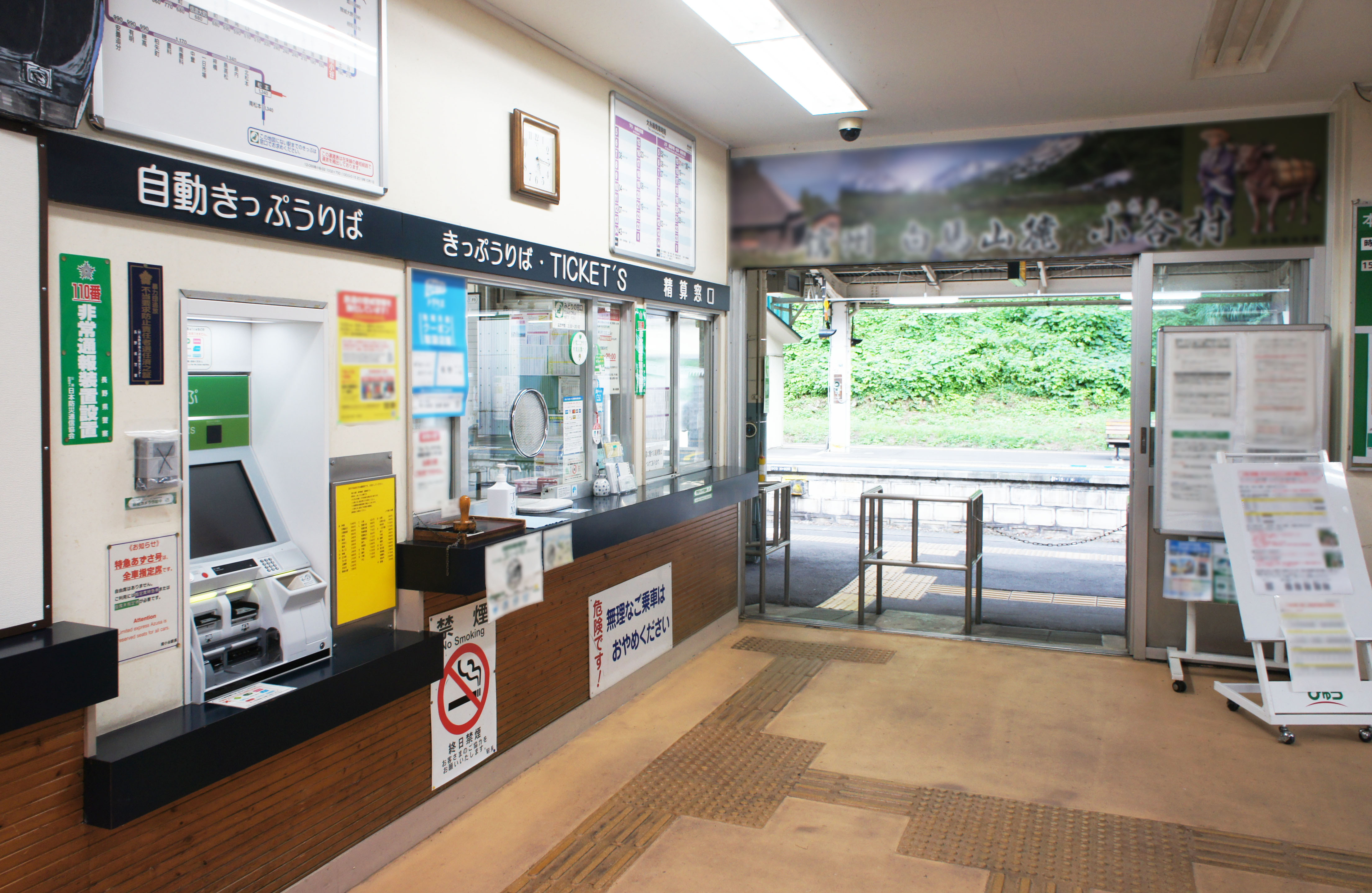
檢票口（2021年8月）
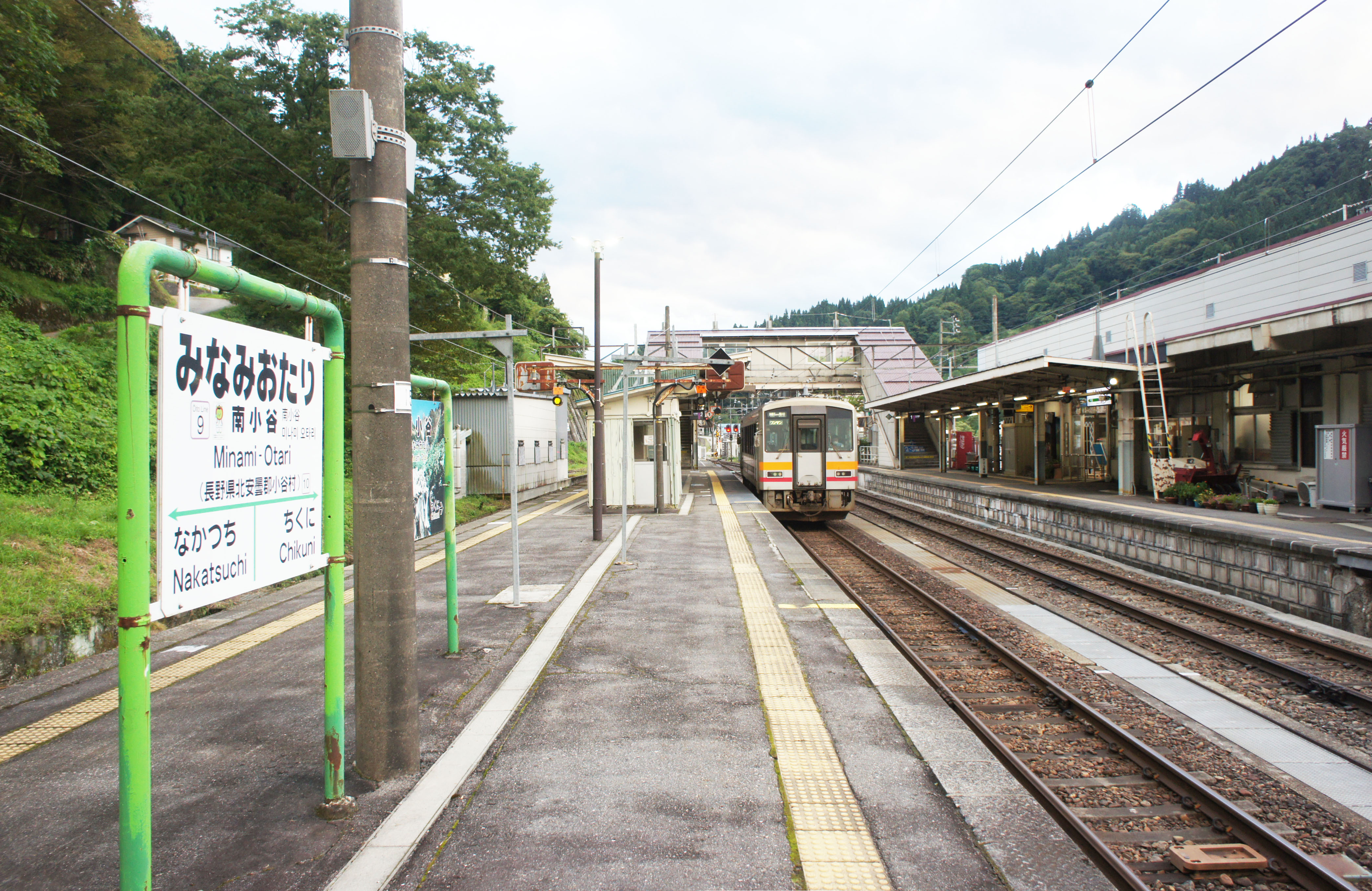
月台（2021年8月）

### 月台配置
| 月台 | 公司    | 路線       | 目的地                   | 備註              |
| ---- | ------- | ---------- | ------------------------ | ----------------- |
| 1    | 東      | ■大糸線    | 信濃大町、松本、新宿方向 | 特急於1號月台開出 |
| 2・3 | 東      | ■大糸線    | 信濃大町、松本、新宿方向 |                   |
| 西   | ■大糸線 | 糸魚川方向 |                          |                   |

- 運轉指令上、1號線是「下行1號線」、2號線是「下行本線」、3號線是「上行本線」。但是有「下行1號線」名稱的1號線卻只可以用在往上行發車。
- 基本上行列車（松本方向）於1號線、下行列車（糸魚川方向）於2號線進入、1號線有特急「梓」停車中的場合、上行普通列車使用3號線。

## 歷史
- 1935年11月29日：國有鐵道大糸北線 信濃森上 - 中土間延伸開業。客貨運業務開始。
- 1957年8月15日：線路名稱更改。大糸北線為大糸線的一部份。
- 1971年1月30日：貨運業務廢止。
- 1987年4月1日國鐵分割民營化成為東日本旅客鐵道、西日本旅客鐵道車站，車站業務由東日本旅客鐵道繼承。（以前至縣境為長野鐵道管理局管轄）
- 2014年：

- 11月22日：因發生2014年長野縣北部地震，引起土石流，列車暫時停駛。
- 11月26日：列車復駛。

- 2016年12月12日：導入車站編號[2]。
- 2024年6月1日：為方便沿線居民轉乘北陸新幹線及促進大糸線的使用，由糸魚川市、大町市及JR西日本共同安排於2024年6月1日至2025年3月31日為止，試行每天以巴士形式加開4班來往白馬～糸魚川之間的班次[3]，變相重新直通JR西日本及JR東日本的路段[4][5]。
- 2025年3月15日：特急列車「梓」不再停靠本站。

## 利用狀況
- 2008年度1日平均乘車人員為119人（JR東日本集計）。

## 車站周邊
- 小谷村役場
- 南小谷郵便局
- 小谷村立小谷小學校
- 小谷郷土館
- 國道148號
- 姫川
- 白馬Cortina國際滑雪場

## 相鄰車站
東日本旅客鐵道
■大糸線
□快速
白馬－（一部分停靠信濃森上站）－南小谷
■普通
千國－南小谷
西日本旅客鐵道
■大糸線（所有列車各站停車）
南小谷－中土

## 關連項目
- 日本鐵道站一覽

## 外部連結
- JR東日本 南小谷站 （页面存档备份，存于）